# 平阳文革历史
本条目介绍中国浙江省温州地区平阳县文化大革命运动史。
《五一六通知》下发后，文化大革命波及平阳。破四旧后，造反派批判资产阶级反动路线，审查批斗机关干部，一度夺取了全县权力。平阳县人民武装部奉命支持左派，取缔部分群众组织。在此过程中平阳形成“联总司”、“红造派”两大派。两派武斗历时一年，导致上百人死亡，以联总司的失败告终。1968年12月成立平阳县革命委员会，取代原中国共产党平阳县委员会、平阳县人民委员会。
此后平阳县进行了清理阶级队伍、清查五一六运动和一打三反运动。1971年7月重新选举产生中国共产党平阳县委员会。平阳县的“双突”（突击入党、突击提拔干部）问题严重，曾受中共浙江省委通报批评。平阳县是浙江“双突”的源头。1976年10月文革结束后，进行了揭发批判清查四人帮帮派体系的揭批查运动，以及为干部恢复名誉的平反冤假错案。

## 背景
至1965年末，平阳县总人口106.02万人。:140当时平阳县是浙江省人口第一大县，人口占温州地区的三分之一。

## 起点
1966年《五一六通知》下达后，文化大革命波及平阳。6月18日，平阳县第一中学（简称“平一中”）师生贴出大字报，矛头直指平阳县教育局、中国共产党平阳县委员会（以下简称“县委”）宣传部。:178次日，县委宣传部派人到平一中召开教工大会，批评了大字报的错误提法，宣布平一中的文化大革命由校党支部领导，县委派工作组协助。6月23日，县委派工作组进平一中。8月末至9月，全县掀起破四旧高潮，据统计，8月下旬至9月中旬1880人被作为“牛鬼蛇神”揪斗游街，7629户被查抄，封闭“黑店”478间，并更改了街名。:142
9月7日，县委在平一中召开中学生红卫兵代表座谈会，会议要求党、团组织领导红卫兵组织开展文化大革命。9月19日，少数平一中学生发起组织“烈火战斗队”贴出“炮轰县委”的大字报，查封了县委宣传部。9月20日，县委宣布撤回平一中工作组。10月16日，造反派开展批判“资产阶级反动路线”，审查批斗政府机关干部。:14312月18日，“平一中捍卫团”、“城关红卫团”、“平化联合战斗团”联合发出《十万紧急的呼吁》。12月26日，平一中“烈火战斗队”贴出大字报，掀起“保”“革”大辩论。随后造反派组织大量出现。:18212月29日，平一中捍卫团、长缨战斗队等联合召开批判陈清池（县委副书记、县长）的大会。:144

## 夺权和支左
1967年1月3日，县委向造反派作《在无产阶级文化大革命中执行资产阶级反动路线的检讨》。1月14日，温州军分区、县人民武装部（以下简称“县人武部”）奉命参加地方“三支两军”工作。1月23日至25日，造反派夺取县委、县政府权力。2月10日，县人武部成立平阳县“支左”联络站，同月，6414部队进驻平阳支左。3月29日，县人武部、县人民政法革命委员会联合通告，将“巴黎公社战斗兵团平阳分团”作为反动组织取缔。同日，县机关革命造反派联合总部筹委会成立，与此前成立的县贫下中农革命造反联合总部、县红卫兵总部筹委会、县文艺界革命造反总部合称“四大总部”。:1454月13日，四大总部向全县发出“立即行动起来，炮打平阳县委”的紧急呼吁。5月19日，县人武部发表公告公开支持四大总部。5月20日，平一中“血战到底”战斗队在县剧院门口贴出《向党政军内一小撮走资派和带枪与不带枪的刘邓路线宣战书》，并要求县人武部收回公告。5月23日，“血战到底”战斗队等联合成立“炮打朱、许集团指挥部”。:1466月2日，“血战到底”战斗队7名学生声明绝食，轰动全县。:1853日，绝食人数增至27人，6日，结束绝食。6月4日至12日，两派群众代表参加浙江省军事管制委员会（以下简称“省军管会”）召开的汇报会，省军管会代表李元兴讲话，称县人武部犯了执行资产阶级反动路线的错误，肯定炮打朱廉（原县委书记）、许汝洲（原县委副书记）大方向正确。:147

## 武斗
7月8日，平阳县革命造反派联合总司令部（“联总司”）召开成立誓师大会。7月14日，“血战到底”战斗队等组织为核心的平阳县红色造反指挥部筹委会成立，从此平阳“联总司”、“红造派”两大派正式出现。:1478月27日，红造派砸开平阳县人武部弹药库，28日，砸开鳌江区人武部弹药库，抢去枪支弹药。:18711月6日，“省联总”正式吸收红造为其下属组织。联总司成员纷纷加入红造派。联总司被赶出县城（昆阳镇）。12月4日，县人武部党委发表公告，承认犯方向路线错误，表态坚决支持红造派，宣布联总司是犯了错误的群众组织。:14812月15日，温州“支左”部队联合指挥部发出通知，决定平阳县“支左”联络站由各部队代表22人联合组成。:188
1968年1月8日至11日，联总司在矾山镇矿洞召开会议，产生《矾山会议纪要》，提出口号“一切革命造反派联合起来，开展反迫害斗争，奋战一个月，夺回四大权”。:1781月25日，联总司照会县支左联络站，要求平反。2月16日，县人武部党委发出公告撤销1967年12月4日公告，为联总司平反。3月23日，浙江省革命委员会宣布成立，联总司、红造派各派5名代表到杭州，由省军管会主持进行谈判。谈判数月，无进展。4月21日，联总司发动五六百人分二路进攻县城，红造派阻截，死一人，系平阳武斗第一次死人。:1496月20日，联总司武装攻打矾山中学，红造派死5人，伤多人，被俘虏80多人。8月30日，红造派攻打岱口东江山，双方死5人，伤2人。9月2日，联总司在矾山召开追悼会，并抢来三门八二炮，200多发炮弹，数万发子弹。:1919月5日，联总司冒雨夜袭岱口东江山，红造派死13人，联总司死一人。:150
9月7日，驻平部队“支左”联络站向省革委会、省军区呈送报告，要求制止武斗。9月28日，两派在鳌江镇大规模武斗，死22人，伤数十人。:19111月13日，温州、乐清、永嘉、泰顺、平阳一市四县4000多武装人员集中平阳，准备歼灭聚集在平阳南港的温联总、瑞安联站和联总司等。11月20日，温联总、瑞安联站、联总司等成立“浙南革命造反派联合总司令部”（浙南联总）。11月23日，经请示福建省革命委员会同意，福鼎县方面同意收留联总司、温联总等上千人。:15112月16日，浙南联总分五路进攻灵溪，双方共死22人，伤数十人。下午，灵溪中街遭炮弹起火，烧毁民房317间，189户967人无家可归，红造派撤出灵溪。:19312月28日，平阳县革命委员会（以下简称“县革委会”）成立，实行党政财文一元化领导，有委员51名，其中常委17名。干部代表8名，军队代表11名，群众代表32名。:152
1969年2月6日至9日，召开县工人代表大会，成立工人代表大会委员会（简称“工代会”），取代县总工会。2月13日，浙南联总提出口号“推翻派委会，回家过春节”，派1300多人大举进攻红造派。4月25日，县革委会、支左部队联合通告，要求联总司放下武器，宣布联总司为反动组织。4月29日至5月2日，联总司上缴全部武器弹药。5月11日至10月8日，县革委会举办联总司成员学习班，一千多人参加。:152:194
在平阳造反派夺权之后，城市对农村彻底失去控制，江南垟的农村在1968年9月自发形成了以陈姓为首的“江南地区和平防守联合会”和以杨氏为首的“自卫联合同盟会”，下设武斗指挥所，同步开展农村的宗族械斗。双方在龙船埩、柘园、神宫桥爆发械斗，整场冲突持续16个月，大规模战斗5场，期间各自占领军用仓库，抢劫、购买现代化的武器弹药用于冲突。冲突导致13人死亡、10多人受伤，房屋焚毁198间、拆毁63间，龙船埩村全村化为废墟。

## 尾声
1969年5月，县革委会发出《关于狠狠打击反革命分子、反对贪污盗窃、反对投机倒把、反对铺张浪费的通告》（简称“一打三反”），至1972年5月13日，全县召开批斗会数千次，批斗审查对象15602人，81人定为敌我矛盾。:1541970年6月，清理阶级队伍，全县清理出阶级敌人3811人。:1561971年5月20日，县革委会召开第八次扩大会，545人到会，研究部署清查五一六。:1591971年7月15日至18日，中共平阳县代表大会召开，选举产生县委。至1971年底，全县突击发展党员1114名。:1601972年7月，县委召开全委扩大会议，开展批林整风运动。11月20日，中共浙江省委通报批评县委发展党员中的错误，责成县委处理。11月23日，县委呈报省委、中共温州地委，撤销1969年4月25日联合通告，恢复联总司的名誉。:162在批林整风中，处理了“双突”（突击入党、突击提干）干部，大批老干部恢复工作。:1631974年2月5日，县委召开批林批孔大会，再次批判老干部。在批林批孔中，1146名“反潮流战士”吸收入党。:1661975年8月，县委处理“双突”干部，纠正“双突”错误。:1691976年2月17日，县委召开回击右倾翻案风动员大会，至7月，先后批斗干部270人。:170
1976年10月23日，召开万人大会，庆祝粉碎四人帮。:1711977年8月，县委召开三级干部会，4000余人到会，传达中共十一大精神，要求把揭批四人帮进行到底。:1741978年4月15日，揭批查运动中，县机关审查对象115人，犯有其他错误的清查对象217人。:1779月至12月，县委平反冤假错案，1349名干部恢复了名誉。:179